# Tyler Bozak
Tyler Bozak (ur. 19 marca 1986 w Regina, Saskatchewan, Kanada) – hokeista kanadyjski, gracz ligi NHL.

## Kariera klubowa
- University of Denver (2007 - 3.04.2009)
- Toronto Maple Leafs (3.04.2009 - 1.07.2018)
  -  Toronto Marlies (2009 - 2010)
- St. Louis Blues (1.07.2018 - nadal)

## Sukcesy
Klubowe
- Puchar Stanleya z zespołem St. Louis Blues w sezonie 2018-2019